# Melinda et Melinda
Pour les articles homonymes, voir Mélinda.
Pour plus de détails, voir Fiche technique et Distribution.
Melinda et Melinda (Melinda and Melinda) est un film américain de Woody Allen, réalisé en 2004 et sorti la même année.
Trente-quatrième long-métrage réalisé par Allen, Melinda et Melinda est traité sous deux formes : la tragédie et la comédie à travers le personnage incarné par Radha Mitchell.
Chloë Sevigny, Jonny Lee Miller et Chiwetel Ejiofor incarnent les personnages principaux de la tragédie, tandis que Will Ferrell et Amanda Peet jouent les personnages principaux de la comédie.
Parmi les seconds rôles, on peut remarquer Brooke Smith, Steve Carell et Wallace Shawn. La première incarnant un des personnages de la tragédie, le second joue un des amis de Ferell dans l'histoire de comédie et Shawn est l'auteur de pièces comiques qui raconte l'histoire de façon humoristique.
Présenté en avant-première au Festival de San Sebastian, le 17 septembre 2004, il sort en France en janvier 2005 et aux États-Unis de façon limitée en mars 2005. Le film n'obtient qu'un succès critique mitigé, mais qui salue la performance de Radha Mitchell. Le succès commercial aux États-Unis reste assez limité avec 3 825 351 dollars de recettes. En France et dans le monde, le succès du film parvient à compenser le peu de succès obtenu sur le territoire américain.

## Synopsis
L'histoire d'une jeune femme racontée sous forme de tragédie ou de comédie par deux auteurs dans un restaurant new-yorkais.
Le film s'ouvre sur quatre amis dînant à New York, dont l'un est auteur de tragédies, l'autre de comédies. Tous s'interrogent sur la part de tragédie et de comédie dans la vie, lorsque l'un d'eux commence à raconter l'histoire de Melinda, qui fit un jour irruption dans la vie d'un couple. Chacun des deux auteurs, de ce point de départ, raconte l'histoire de Melinda à sa façon.

### PartieTragédie
Melinda est une jeune femme fragile psychologiquement. Divorcée, elle a perdu la garde de ses enfants, puis a séjourné en hôpital psychiatrique après avoir plaidé la folie quand elle a tué son amant, qui l'a quittée pour une autre. Un soir, elle sonne à la porte de son amie, Laurel, professeur de musique, mariée à Lee, un acteur. Ces derniers reçoivent du monde, dont Cassie, une autre amie de Melinda et de Laurel, qui est enceinte de Peter, avocat.
Les deux amies de Melinda, qui s'est installée chez Laurel, tentent de lui faire rencontrer un dentiste marié et père de famille et ce malgré le passif de la jeune femme, dans une soirée, au cours duquel elle rencontre Ellis, un pianiste concertiste. La jeune femme semble heureuse, mais tout ne va plus aller pour le mieux à partir de ce moment. D'une part, elle découvre que Lee fréquente une de ses étudiantes, cachée dans une pièce de l'appartement, ensuite, sa tentative de récupération de la garde de ses enfants auprès de son avocat a échoué et enfin, elle soupçonne Ellis d'avoir une liaison avec Laurel, qui s'est séparée de son époux et en fait part auprès de Cassie. Voulant en avoir la preuve, elle se rend chez Ellis, qui lui ouvre la porte et découvre que Laurel s'y trouve. Elle décide de se suicider par défenestration, mais Ellis la retient. Laurel, quant à elle, appelle Cassie pour lui dire de l'héberger chez elle car Melinda ne peut rester seule.

### PartieComédie
La scène débute chez un couple marié, Susan, réalisatrice et Hobie, acteur au chômage. Ils reçoivent également du monde, dont Steve Walsh, susceptible de financer le nouveau long-métrage - assez controversé - de cette dernière intitulée Sonate de castration. Partie acheter du Scotch (ce détail faisant écho au verre que demande la Melinda de la tragédie dans la première scène), Susan remarque dans le couloir Melinda, qui vit dans le même immeuble. Un peu plus tard, cette dernière sonne à la porte du couple, interrompant le dîner et provoquant l'émoi lorsqu'elle annonce qu'elle a pris 20 somnifères. Le couple s'occupe d'elle et sympathise avec la jeune femme, qui recherche un emploi dans une galerie d'art.
Bien que marié, Hobie, tombe amoureux de Melinda et l'emmène aux courses hippiques avec Walt Wagner, un de ses amis. Plus tard, Susan arrange un rendez-vous pour Melinda, qui a trouvé un emploi, avec Greg, un dentiste qui fait des safaris deux fois par an. Hobie est excédé, provoquant la colère de son épouse. Après le départ de Greg, le couple entend le cri de Melinda, qui a une tique sur sa jambe droite. Le mari emmène sa voisine à l'hôpital pour l'enlever. Sur un terrain de basket-ball, Hobie raconte ses sentiments à Walt envers la jeune femme, son ami lui propose d'acheter une babiole. Un jour, rentrant chez lui, il remarque Susan couchant avec Steve.
Quand elle parle de divorcer, Hobie est enchanté par l'idée, pouvant ainsi sortir avec Melinda, mais sa joie sera de courte durée car la femme de ses rêves sort avec Billy, jeune homme rencontré dans la rue, quand elle a joué au piano. Après les avoir espionnés, laissant un morceau de son peignoir coincé à la porte de leur appartement, Hobie est invité par le couple à sortir avec eux à une fête. L'occasion de présenter Stacey, belle jeune femme républicaine divorcée. Mais quand ce dernier ramène Stacey à son appartement, elle raconte son histoire et menace de se jeter par la fenêtre. Hobie l'en empêche. Réveillé par des bruits alors qu'il rêve de Melinda, il ouvre la porte et découvre celle-ci, qui tentait d'écouter à la porte. Ces derniers avouent mutuellement leurs sentiments et s'embrassent.
Après cette scène, le film revient sur les personnes du restaurant, qui ont perdu un ami, décédé après avoir passé un électrocardiogramme qui n'avait rien révélé, voulaient passer un bon moment.

## Fiche technique
- Titre : Melinda et Melinda
- Titre original : Melinda and Melinda (connu également sous le titre Melinda & Melinda)
- Réalisation : Woody Allen
- Scénario : Woody Allen
- Producteur : Letty Aaronson
- Coproducteur : Helen Robin
- Producteur exécutif : Stephen Tenenbaum
- Coproducteurs exécutifs : Jack Rollins et Charles H. Joffe
- Directeur de la photographie : Vilmos Zsigmond
- Montage : Alisa Lepselter
- Musique : voir Bande originale
- Distribution des rôles : Juliet Taylor
- Création des décors :  Santo Loquasto
- Direction artistique : Tom Warren
- Décorateur de plateau : Regina Graves
- Création des costumes : Judy Ruskin Howell
- Directeur de production : Helen Robin
- Format : 1.85:1 - 35mm - Couleur - Son Mono
- Sociétés de production : Fox Searchlight Pictures, Gravier Productions et Perdido Productions
- Sociétés de distribution :  États-Unis : Fox Searchlight Pictures et  France : 20th Century Fox
- Genre : Comédie dramatique
- Pays :  États-Unis
- Langue originale : anglais
- Durée : 99 minutes (1h39)
- Dates de sortie en salles : 
  -  Espagne : 17 septembre 2004 (première au Festival de San Sebastian) • 29 octobre 2004
  -  Royaume-Uni : 1er novembre 2004 (Festival de Londres) • 25 mars 2005
  -  Italie : 22 décembre 2004
  -  France : 14 décembre 2004 (L'Industrie du Rêv Film Festival)
  -  Belgique et  France : 12 janvier 2005
  -  États-Unis : 28 janvier 2005 (festival de Santa Barbara) • 18 mars 2005 (sortie limitée)
  -  Allemagne : 23 juin 2005
- Affiche de film : Floc'h

## Box-office
| Pays                  | Box-office         | Nbre de sememaines |
| Box-office États-Unis | 3 826 280 dollars  | 14                 |
| Box-office France     | 373 279 entrées    | -                  |
| Box-office Mondial    | 20 085 825 dollars | -                  |

## Distribution
| Légende : VF : Voix françaises - Chiwetel Ejiofor (VF : Dominik Bernard) : Ellis Moonsong - Will Ferrell (VF : Maurice Decoster) : Hobie - Jonny Lee Miller (VF : Arnaud Arbessier) : Lee - Radha Mitchell (VF : Rafaele Moutier) : Melinda Robicheaux - Amanda Peet (VF : Odile Cohen) : Susan - Chloë Sevigny (VF : Julie Dumas) : Laurel - Wallace Shawn (VF : Michel Fortin) : Sy - David Aaron Baker : Steve Walsh - Arija Bareikis : Sally Oliver - Josh Brolin (VF : Boris Rehlinger) : Greg Earlinger - Steve Carell (VF : Marc Saez) : Walt Wagner - Stephanie Roth Haberle : Louise - Shalom Harlow : Joan - Geoffrey Nauffts (VF : Nicolas Marié) : Bud Silverglide - Zak Orth (VF : Pierre Tessier) : Peter - Larry Pine (VF : Bernard Tiphaine) : Max - Vinessa Shaw (VF : Barbara Delsol) : Stacey - Brooke Smith : Cassie - Daniel Sunjata (VF : Patrick Noerie) : Billy - Neil Pepe : Al - Michael J. Farina : l'homme avec le chien | - Matt Servitto : Jack Oliver - Andy Borowitz : Doug - Christina Kirk : Jennifer - Alyssa Pridham : Acting Student - Katie Kreisler : Detective - Quincy Rose : le second assistant réalisateur - Richard Holmes[Lequel ?] : Invité de fête - Michelle Durning : Invitée de fête - Yi-wen Jiang : Shanghai Quartet - Honggang Li : Shanghai Quartet - Weigang Li : Shanghai Quartet - Nick Tzavaras : Shanghai Quartet - Rob Buntzen : Antique Shop Owner - Lauren Adler : Serveuse (non créditée) - Michalina Almindo : la voisine de Susan (non créditée) - David Boston : Racetrack Bettor (non crédité) - James Ecklund : Kissing Guy (non crédité) - Kenneth Edelson : Disco Guest (non crédité) - Alex Harder : Serveur (non crédité) - Sabrina Lloyd (non créditée) |

## Autour du film
- Woody Allen a écrit le scénario du film en un mois.
- Winona Ryder devait à l'origine incarner Melinda, mais a été contrainte à l'abandon car aucun organisme n'a voulu l'assurer en raison de son arrestation pour vol à l'étalage. Robert Downey Jr. devait également jouer dans le film - le rôle d'Hobie, mais dut renoncer à cause du montant des primes d'assurances qui était trop élevé en raison des démêlés judiciaires du comédien. Le rôle de Melinda fut confié à l'actrice australienne Radha Mitchell et le rôle d'Hobie fut confié à Will Ferrell, qui était connu jusqu'alors grâce au Saturday Night Live et avec des comédies potaches comme Retour à la fac et Présentateur vedette : La Légende de Ron Burgundy (Anchorman: The Legend of Ron Burgundy). Lui aussi interprète dans Melinda et Melinda un personnage bien différent de ceux qu'il a incarnés auparavant.
- Melinda et Melinda marque la troisième collaboration entre Will Ferrell et Steve Carell, après avoir joué ensemble dans Présentateur vedette : La Légende de Ron Burgundy (Anchorman: The Legend of Ron Burgundy) et Wake Up, Ron Burgundy: The Lost Movie. Les deux acteurs font également partie du groupe Frat Pack.
- Radha Mitchell a obtenu le rôle de Melinda sans passer d'audition  [4].
- Larry Pine (l'auteur de pièces de tragédies), Wallace Shawn (l'auteur de pièces de comédies) et Brooke Smith (l'amie enceinte de Melinda dans la partie « dramatique ») ont joué dans le film Vanya, 42e rue, réalisé par Louis Malle en 1994.
- Woody Allen avoue être fan de Chloë Sevigny[5]. Le cinéaste avait songé à lui confier des rôles dans ses deux films précédents.
- Le film a été présenté en exclusivité mondiale le 17 septembre 2004 au Festival International de cinéma de Donostia-San Sebastián, en Espagne.

## Bande originale
La bande originale du film est sortie dix jours avant la sortie nationale aux États-Unis. À noter que la musique du film n'est pas écrite par un compositeur de musique de long-métrage.

### Tracklisting
1. Duke Ellington and His Orchestra - Take the 'A' Train – 4:38
2. Erroll Garner - Best Things In Life Are Free – 4:11
3. Erroll Garner - Somebody Stole My Gal – 3:25
4. Duke Ellington and His Orchestra - I Let A Song Go Out of My Heart – 4:45
5. Dick Hyman - Memories of You/Moonglow/No Moon at All/Darn that Dream – 5:27
6. English Chamber Orchestra - Concerto in D for String Orchestra: 2.Arioso: Andantino – 4:51
7. Béla Bartók - Quatuor à cordes No. 4 - Allegretto pizzicato - 4:33
8. Dick Hyman - Prelude 2 Well Tempered Clavier – 3:15
9. Dick Hyman - Love Me – 2:35
10. Dick Hyman - Don't Get Around Much Anymore – 4:39
11. Duke Ellington - In a Mellow Tone – 4:47
12. Erroll Garner - Will You Still Be Mine? – 4:12